# 奧托二世 (拿騷)
奧托二世（德語：Otto II. von Nassau，約1305年－1351年1月6日），拿騷-錫根伯爵，海因里希一世的長子。

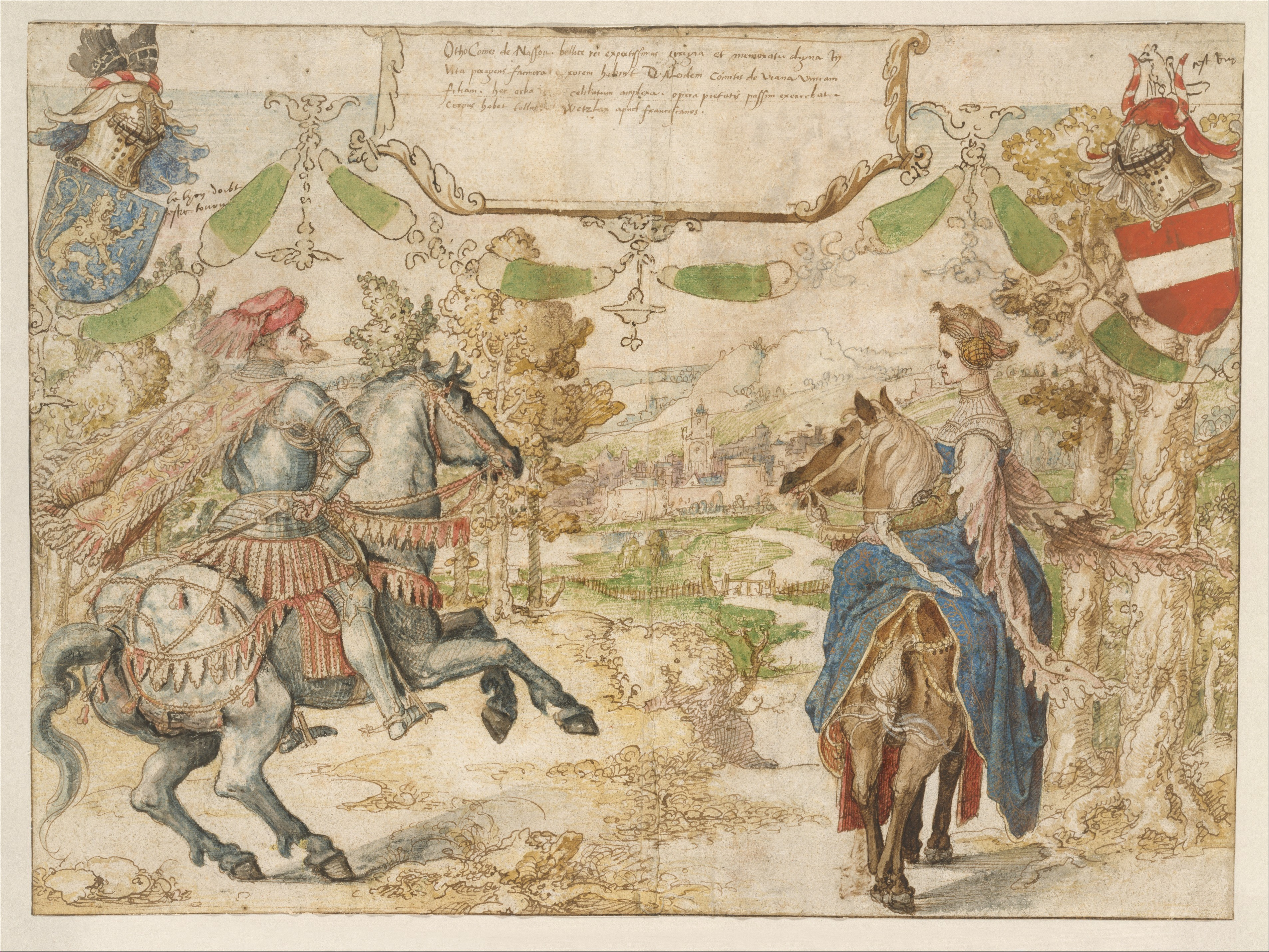

## 家庭
1331年，奧托二世阿德海德·馮·菲安登（Adelheid von Vianden）結婚，兩人共有3子1女：
1. 約翰一世
2. 海因里希
3. 奧托
4. 阿德海德